# Noctua purpurascens
Schinia purpurascens là một loài bướm đêm trong họ Noctuidae.